# Ehi là.
Ehi là. è il 2º album in studio di Lucio Quarantotto, pubblicato nel 1986 con l’etichetta Conveyor.

## Tracce
Testi di Lucio Quarantotto; musiche di Lucio Quarantotto e Piercarlo D’Amato.
Lato A
1. Lavare il mare – 4:16
2. Ti dirò ti dirò – 4:17
3. Bruno – 3:30
4. E gli assassini – 3:33

Lato B
1. I veri amori – 4:06
2. Fine dell’Afghanistan – 4:17
3. Peccato – 4:02
4. Quarantotto – 3:28